# Adolf Verschueren
Adolf Dolf Verschueren (Deurne, 10 giugno 1922 – Deurne, 30 aprile 2004) è stato un ciclista su strada e pistard belga.
Professionista dal 1943 al 1963, fu per tre volte campione del mondo di mezzofondo.

## Carriera
Attivo inizialmente su strada, era un corridore adatto alle classiche. Professionista dal 1943 con la francese Mercier-Hutchinson, nella prima fase della carriera si specializzò in questo tipo di prove e colse risultati apprezzabili, riuscendo anche a salire sul podio di Parigi-Roubaix e Schaal Sels nel 1947, e della Liegi-Bastogne-Liegi nel 1949. Nel 1948 ottenne ottimi risultati sia nella classiche del pavé che in quelle delle Ardenne, terminando nei primi cinque classificati Parigi-Roubaix, Liegi-Bastogne-Liegi, Freccia Vallone e arrivando ottavo alla Parigi-Bruxelles. Sempre nel 1948 fece parte della selezione Aiglons Belges al Tour de France: non riuscì però a terminare la corsa poiché arrivò fuori tempo massimo nella settima tappa, la Biarritz-Lourdes vinta da Gino Bartali. L'anno dopo, in maglia Mondia, vinse la tappa di Berna al Tour de Suisse.
Dal 1950 si aprì una seconda fase della sua carriera: si affermò infatti come specialista del mezzofondo e si dedicò maggiormente al ciclismo su pista, conseguendo ottimi risultati. In questa particolare disciplina conquistò tre titoli mondiali, quattro europei (oltre a tre secondi posti nel 1953, 1955, e 1956) e salì ininterrottamente dal 1950 al 1961 sul podio dei Campionati belgi (nel 1957, 1959 e 1961 come secondo classificato e in tutte le altre occasioni in qualità di vincitore), divenendo uno dei più forti esponenti della disciplina.
A fine carriera, conclusasi il 22 febbraio 1963, arriverà a vantare un palmarès con 251 vittorie in gare di questo tipo.
Sempre su pista conquistò nel 1954 il Record dell'ora dietro derny, compiendo una distanza di 58,58 km, migliorando di 3,338 km il precedente record, stabilito appena un anno prima da Jean Bobet, inventore e primo realizzatore di questa particolarissima prova.

## Palmarès

### Strada
- 1942 (Dilettanti)

Giro delle Fiandre dilettanti
Grand Prix Georges Ronsse
- 1947 (Mercier/Huyberechts, una vittoria)

Circuit het Houtland
- 1949 (Mondia, una vittoria)

6ª tappa Tour de Suisse (Friburgo > Berna)

#### Altri successi
- 1943 (Mercier, una vittoria)

Campionati belgi, Cronosquadre
- 1944 (Mercier, due vittorie)

Criterium di Westerlo
Kermesse di Mechelen
- 1945 (Mercier, una vittoria)

Kermesse di Duffel
- 1947 (Mercier/Huyberechts, due vittorie)

Criterium di Sint-Niklaas
Criterium di Lichtervelde
- 1948 (Mercier/Meeus/L'Express, tre vittorie)

Grand Prix Stad Antwerpen (Kermesse)
Criterium di Leuven
Criterium di Steendorp
- 1949 (Mercier/L'Express, una vittoria)

Criterium di Nederbrakel

### Pista
- 1950 (Individuale)[1]

Campionati belgi, Mezzofondo
Prix Wetteren (Derny)
Prix Alost (Derny)
- 1951 (Individuale)[1]

Campionati belgi, Mezzofondo
- 1952 (Individuale)[1]

Campionati del mondo, Mezzofondo
Campionati europei, Mezzofondo
Campionati belgi, Mezzofondo
Championnat International d'Hiver (Mezzofondo)
Grand Prix de Belgique de demi-fond
- 1953 (Individuale)[1]

Campionati del mondo, Mezzofondo
Campionati belgi, Mezzofondo
Ruota d'Oro di Francoforte (Mezzofondo)
- 1954 (Individuale)[1]

Campionati del mondo, Mezzofondo
Campionati europei, Mezzofondo
Record dell'ora dietro Derny
Ruota d'Oro di Francoforte (Mezzofondo)
Ruota d'Oro di Berlin (Mezzofondo)
Grand Prix Victor Linart (Mezzofondo)
Grand Prix de la Toussaint - Bruxelles (Mezzofondo)
Prix Wetteren (Derny)
- 1955 (Individuale)[1]

Campionati belgi, Mezzofondo
Championnat International d'Hiver de demi-fond
Grand Prix d'Europe - Bruxelles (Mezzofondo)
Grand Prix du Roi - Bruxelles (Mezzofondo)
Grand Prix de Noël - Dortmund (Mezzofondo)
- 1956 (Individuale)[1]

Campionati belgi, Mezzofondo
Grand Prix de Bruxelles (Mezzofondo)
Grand Prix d'Europe - Bruxelles (Mezzofondo)
Championnat International d'Hiver (Mezzofondo)
- 1957 (Individuale)[1]

Campionati europei, Mezzofondo
Grand Prix Vanderstuyft - Anversa (Mezzofodno)
Grand Prix di Berlino (Mezzofodno)
Memorial Erich Metze (Mezzofodndo)
- 1958 (Individuale)[1]

Campionati belgi, Mezzofondo
Championnat International d'Hiver (Mezzofondo)
Grand Prix d'Europe - Bruxelles (Mezzofondo)
Grand Prix d'Europe - Anversa (Mezzofondo)
Grand Prix Victor Linart - Anversa (Mezzofondo)
Grand Prix d'Anvers (Mezzofondo)
Grand Prix de Gand (Mezzofodno)
Memorial Erich Metze - Dortmund (Mezzofondo)
Ruota d'Oro di Berlino (Mezzofodno)
- 1959 (Continental/Individuale)[1]

Campionati europei, Mezzofondo
Championnat de Belgique d'Hiver (Mezzofondo)
Memoria Erich Metze - Dortmund (Mezzofondo)
- 1960 (Individuale)[1]

Campionati belgi, Mezzofondo
Gran Premio Noël - Dortmund (Mezzofondo)
Grand Prix de Belgique (Mezzofondo)
Grand Prix Victor Linart - Anversa (Mezzofondo)
- 1961 (Individuale)[1]

Campionati europei, Mezzofondo
- 1962 (Dr. Mann)[1]

Champion de Belgique d'Hiver (Mezzofondo)

## Piazzamenti

### Grandi Giri
- Tour de France

1948: fuori tempo massimo (alla 7ª tappa)

### Classiche monumento
- Giro delle Fiandre

1943: 33º
1948: 31º
- Parigi-Roubaix

1947: 2º
1948: 4º
1949: 12º
- Liegi-Bastogne-Liegi

1943: 29º
1946: 25º
1947: 36º
1948: 4º
1949: 2º

### Competizioni mondiali
- Campionati del mondo su pista

Rocourt 1950 - Mezzofondo professionisti: eliminato
Milano 1951 - Mezzofondo professionisti: eliminato
Parigi 1952 - Mezzofondo professionisti: vincitore
Zurigo 1953 - Mezzofondo professionisti: vincitore
Wuppertal 1954 - Mezzofondo professionisti: vincitore
Milano 1955 - Mezzofondo professionisti: ritirato
Copenaghen 1956 - Mezzofondo professionisti: 4º
Parigi 1958 - Mezzofondo professionisti: 5º
Amsterdam 1959 - Mezzofondo professionisti: eliminato
Lipsia 1960 - Mezzofondo professionisti: 7º
Zurigo 1961 - Mezzofondo professionisti: ritirato
Milano 1962 - Mezzofondo professionisti: 4º